# Wishartverdeling
De wishartverdeling is een multivariate kansverdeling. De verdeling is in meer dimensies een generalisatie van de chi-kwadraatverdeling en bij een niet-geheel aantal vrijheidsgraden van de gamma-verdeling. De verdeling is genoemd naar John Wishart, die de verdeling voor het eerst formuleerde in 1928.
De wishartverdelingen vormen een familie van verdelingen van stochastische grootheden met als waarden symmetrische niet-negatief definiete matrices. Zij spelen een belangrijke rol bij de schattingen van covariantiematrices in de multivariate statistiek. In bayesiaanse statistiek is de wishartverdeling de geconjugeerde a-prioriverdeling van de inverse covariantiematrix van een meerdimensionaal normaalverdeelde stochastische vector.

## Definitie
Zij {\displaystyle X} een {\displaystyle n\times p}-matrix waarvan de rijen onderling onafhankelijk zijn en elke rij een steekproef is uit een {\displaystyle p}-dimensionale multivariate normale verdeling met verwachtingswaarde 0 en covariantiematrix {\displaystyle V}.
{\displaystyle X_{(i)}{=}(X_{i1},\dots ,X_{ip})\sim N_{p}(0,V).}
De wishartverdeling is dan de kansverdeling van de stochastische {\displaystyle p\times p}-matrix {\displaystyle S=X^{T}X}, en men noteert;
{\displaystyle S\sim W_{p}(V,n).}
Het positieve gehele getal {\displaystyle n} heet het aantal vrijheidsgraden. Voor {\displaystyle n\geq p} is {\displaystyle S} met kans 1 niet-inverterrbaar als {\displaystyle V} niet-inverterrbaar is.
Voor {\displaystyle p=1} en {\displaystyle V=1} komt de wishartverdeling overeen met de chi-kwadraatverdeling met 1 vrijheidsgraad.

## Kansdichtheid
Zij {\displaystyle V} een positieve {\displaystyle p\times p}-matrix en {\displaystyle W} een positief-definiete symmetrische stochastische {\displaystyle p\times p}-matrix die wishartverdeeld is met parameters {\displaystyle n\geq p} en {\displaystyle V}:
{\displaystyle W\sim W_{p}(V,n)}
Dan wordt de kansdichtheid {\displaystyle f_{W}} van {\displaystyle W} gegeven wordt door:
{\displaystyle f_{W}(w)={\frac {\det(w)^{(n-p-1)/2}\exp \left(-{\tfrac {1}{2}}{\rm {sp}}(V^{-1}w)\right)}{2^{np/2}\det(V)^{n/2}\Gamma _{p}(n/2)}}}
Daarin staat {\displaystyle \det } voor de determinant van een matrix, stelt {\displaystyle sp} het spoor van een matrix voor, en is {\displaystyle \Gamma _{p}} de meerdimensionale gammafunctie, gedefinieerd door:
{\displaystyle \Gamma _{p}({\tfrac {1}{2}}n)=\pi ^{p(p-1)/4}\prod _{j=1}^{p}\Gamma \left({\tfrac {1}{2}}(n+1-j)\right)}

## Eigenschappen
De matrix {\displaystyle V} in de wishartverdeling {\displaystyle W_{p}(V,n)} is een schaalparameter, in de zin dat als de stochastische matrix {\displaystyle W} wishartverdeeld is met parameters {\displaystyle (p,n,V)}:
{\displaystyle W\sim W_{p}(V,n)},
de gestandaardiseerde matrix {\displaystyle V^{-{\tfrac {1}{2}}}WV^{-{\tfrac {1}{2}}}} wishartverdeeld is met parameters {\displaystyle (p,n,I_{p})}:
{\displaystyle V^{-{\tfrac {1}{2}}}WV^{-{\tfrac {1}{2}}}\sim W_{p}(I_{p},n)},
waarin {\displaystyle I_{p}} de {\displaystyle p}-dimensionale eenheidsmatrix is.
De wishartverdeling is reproductief, wat inhoudt dat als {\displaystyle W_{1},\ldots ,W_{m}} onderling onafhankelijke wishartverdeelde matrices zijn, met
{\displaystyle W_{i}\sim W_{p}(V,n_{i})},
de som ook wishartverdeeld is met {\displaystyle n=n_{1}+\ldots +n_{m}} vrijheidsgraden:
{\displaystyle W_{1}+\ldots +W_{m}\sim W_{p}(V,n)}